# 1,1-Diphenethoxyethan
1,1-Diphenethoxyethan (Acetaldehyddiphenethylacetal) ist ein Acetal, dass sich von Acetaldehyd und 2-Phenylethanol ableitet.

## Synthese
1,1-Diphenethoxyethan kann durch Addition von 2-Phenylethanol an Acetylen unter Katalyse von Bortrifluorid und Quecksilber(II)-oxid gewonnen werden.

## Verwendung
Es wird in einer Menge unter 100 kg pro Jahr als Duftstoff verwendet und ist vom Research Institute for Fragrance Materials als sicher eingestuft. In der EU ist es unter der FL-Nummer 06.078 als Aromastoff für Lebensmittel allgemein zugelassen.